# Folk punk
Folk Punk, ponekad nazivan i High speed folk je vrsta punk-rock glazbe, koja sadržava folk elemente. 
Folk punk kao takav je relativno široka podvrsta punka, jer postoji više pristupa toj vrsti glazbe. Najčešće se radi o podjeli na teritorije i vrste narodne (tj. folk) glazbe.
Najpoznatija folk punk vrsta je celtic punk. Najpopularniji irsko britanski folk punk sastav je The Pogues, osnovani ranih 1980-ih godina. Na području Hrvatske najpoznatiji folk punk sastav je Brkovi, međutim oni nazivaju svoju glazbu punkfolkwellnes time stvarajući podvrstu folk punka.